# LIP STICK
『LIP STICK』（リップスティック）は、大脇愛の1枚目のミニ・アルバム。2014年6月25日にZIP NEXTから発売された。

## 解説
CDの1形態でリリース。通常盤の他にジャケット写真が異なるライブ会場限定盤がある。プロデューサーは大野明宏。
1曲目は、2012年7月に発売されたオムニバスアルバム『NAGOYA GIRLS LIVE vol.1』（NGL）の1曲目に収録されている"EVERYTHING"のNEW MIX版である。NGLライブにおいて2012年度の人気NO.1を獲得した大脇愛が、東海TVの番組連動企画で若手クリエイター日置江佑一朗（ひきえ ゆういちろう）のプロデュース作品“EVERYTHING”を歌う事が決定しCD音源化となった。
2曲目は、大脇愛の初シングルとして2012年11月に発売された『エナジー☆キャッチ』のNEW MIX版である。名古屋出身の3人組音楽ユニット"カルテット"のDJであるAViAの作詞・作曲・プロデュースによる楽曲。
3曲目は、新曲。
4曲目は、2013年3月に発売されたオムニバスアルバム『NAGOYA GIRLS LIVE vol.2』の3曲目に収録されている"Gonna make it happen! "のNew Mix版である。
5曲目は、新曲。

## 収録曲
| CD |                                       |                                                   |      |
| 1  | EVERYTHING (NEW MIX)                  | 作詞・作曲：Yuichiro Hikie                        | 3:53 |
| 2  | エナジー☆キャッチ (NEW MIX)           | 作詞・作曲：AViA & SAMON                          | 3:44 |
| 3  | LIP STICK                             | 作詞・作曲：AViA                                  | 3:16 |
| 4  | Gonna make it happen! (NEW MIX)       | 作詞・作曲：AViA                                  | 4:29 |
| 5  | have a good holiday feat.Tenyu Fukaya | 作詞：Tenyu Fukaya & Ai Ohwaki 作曲：Tenyu Fukaya | 3:53 |

## 発売形態
| 形態 | 発売日        | 品番      | 備考                                                       |
| ---- | ------------- | --------- | ---------------------------------------------------------- |
| CD   | 2014年6月25日 | ZINE-1006 | 通常盤の他にジャケット写真が異なるライブ会場限定盤がある。 |